# Puževci
Puževci (madžarsko Pálmafa, prekmursko Pužavci) so naselje v Občini Puconci.